# 西川忠志
西川 忠志（にしかわ ただし、1968年4月20日 - ）は、日本のお笑いタレント、喜劇俳優、俳優。大阪府大阪市出身で、同府箕面市育ち。吉本興業所属。
西川きよし・ヘレン夫妻の長男。弟は元俳優の西川弘志、妹はタレントの西川かの子。既婚者で子供は娘1人と息子1人。

## 来歴・人物
雲雀丘学園高等学校を経て、玉川大学文学部卒業。
忠志誕生の際、仕事で駆け付けられなかったきよしに代わり、坂田利夫が出産に立ち会ったと言われている。
幼少時代から父・母が芸能人であるため、自宅にテレビ取材が来ていたが「ピアノを弾く長男」として有名であった。
大学在学中の1988年にアクターズエージェンシーに所属し、『愛の劇場・心変わり』（TBS系）でデビュー。
父とは異なり、悪役や二枚目キャラも多かったが、テレビドラマのレギュラー出演や舞台俳優として活動。テレビドラマでは2時間ドラマなどの単発出演が多く、2002年以降はシス・カンパニーに所属。
2006年8月29日に放送された、両親を描いたドラマ『ドラマ・コンプレックス・ヘレンときよしの物語』（日本テレビ系）では、実父・西川きよしを演じた。
2009年3月、きよしと同じ吉本興業（よしもとクリエイティブ・エージェンシー）に移籍するとともに、吉本新喜劇に入団、11月17日初舞台を踏む。親子2代で新喜劇に関わることになった。2012年12月には、『吉本百年物語 日本全国、テレビで遊ぼ』で再び実父・きよし役を演じた。なお、新喜劇中ではせりふやきよしのモノマネなどを他の共演者にからかわれると、「パパに言うぞ〜」などと穏やかに脅すことがある。新喜劇では、川畑泰史座長公演に重用されている。
2012年に入ってから『千原ジュニアのまぶしいチカラ』（毎日放送）の出演をきっかけに大阪でのバラエティ番組への露出も多くなってきている。同年8月には、同局の「深夜番組宣伝隊長」を務めた。同年10月には『ちちんぷいぷい』（同）で、すい炎で入院した酒井藍に代わり「密着まるまる1日」のコーナーを担当した。
クイーンの「ウィ・ウィル・ロック・ユー」が好きで、フレディ・マーキュリーの真似をすることがある。
極度の恐がりで、お化け屋敷に入るのも大の苦手（2014年7月18日放送の「ちちんぷいぷい」）。
23歳だった1991年に「風、スローダウン」の宣伝でさんまのまんまにゲスト出演し、一緒に出演した監督の島田紳助に当時は童貞だったことを暴露されてしまう一幕があり、司会の明石家さんまに必死にフォローされていた。
2019年11月に開催された「吉本泰三・せい生誕130周年記念大感謝公演」では、吉本興業創業者である泰三のコスプレで司会を務めた。

## 出演

### テレビドラマ
- 心変わり（1988年・TBS系）
- 連続テレビ小説（NHK総合）
  - 凛凛と（1990年） - 与平
  - 天花（2004年） - 岡崎誠
  - 芋たこなんきん（2006年 - 2007年） - 花岡茂
  - ごちそうさん（2013年 - 2014年） - 天満市場 魚屋店主 銀次
  - まんぷく（2018年 - 2019年） - 波多野茂吉
  - おちょやん（2020年） - 熊田[3]
- 暴れん坊将軍III 第129話「吉宗、しばし名残の大暴れ!」（1990年、テレビ朝日） - 阿川市太郎
- 春の時代劇SP「ご存知!旗本退屈男IV 紀州徳川家滅亡か!?謎の女狐と仮面の男、大暗殺隊主水に迫る」（1990年3月29日、テレビ朝日)
- 映画みたいな恋したい「恋におちて」（1991年11月16日、テレビ東京）
- 秋のドラマスペシャル「鮭を見に」（1991年11月18日、関西テレビ）
- DRAMADOS「商社の赤い花」（1991年12月18日、関西テレビ）
- ラブストーリーを君に…「はじまりはいつも雨」（1992年1月3日、テレビ朝日）
- 旅情サスペンス「南房総・蜜と毒」（1992年4月13日、関西テレビ）
- 世にも奇妙な物語 第3シリーズ「いたれりつくせり」1992年4月30日、フジテレビ）
- 八百八町夢日記 第2シリーズ 第28話「見破られた次郎吉」（1992年、日本テレビ） - 宗吉 役
- 愛の祭（1992年、東海テレビ制作・フジテレビ系）- 水島礼次 役
- はぐれ刑事純情派（1993年） ‐ スティーブ・ニコル
- 火曜サスペンス劇場（日本テレビ）
  - 「わが町II」（1993年） - 立石和夫
  - 「取調室」（1994年 - 1997年） - 御子柴良平
  - 「刑事・鬼貫八郎17 炎の記憶」（2004年11月30日） - 藤木
  - 「分岐点」(2004年) - 永澤則之
- 月曜ドラマスペシャル（TBS）
  - 「十津川警部シリーズ 函館駅殺人事件」（1993年）
- さすらい刑事旅情編VII 第8話「小樽運河の女・消えた被害者!」（1994年、テレビ朝日）
- 江戸を斬るVIII 第10話「仇討ち悲願の若旦那」（1994年、TBS・C.A.L） - 卯之助
- 水戸黄門（TBS・C.A.L）
  - 第23部 第20話「悪を糺した神楽面 -浜田-」（1994年12月19日） - 和助
  - 第28部 第18話「大人もビックリ! 天才少年・枚方」（2000年） - 清吉
  - 第37部 第3話「亭主参った嫁姑対決・松井田」（2007年） - 田代恭三郎
- 女たちの戦争（1995年・フジテレビ系）
- 大河ドラマ・秀吉（1996年・NHK総合） - 織田信忠
- 素晴らしき家族旅行（1998年、テレビ東京）
- 金曜エンタテイメント（フジテレビ）
  - 「赤い霊柩車9・大江山鬼伝説殺人事件」（1998年） - 草野二郎
  - 「お局探偵亜木子&みどりの旅情事件帳3」（2000年） - 久保豊
  - 「地獄の花嫁5」（2004年） - 河村昭彦
  - 「空中ブランコ」（2005年） ‐ 羽鳥医師
  - 「津軽海峡ミステリー航路5」（2006年） ‐ 三原陽一
- 月曜ドラマスペシャル（TBS）
  - 「遠い雪の記憶・10年振りの大雪が暴く罪と罰」（1999年） - 本田勝彦
- 直子センセの診察日記（1999年、CBC制作・TBS）
- 熱血!周作がゆく（2000年、テレビ朝日） - 浅井屋与之助 役
  - 第2話「戯作者殺しの謎!?」
  - 第6話「指名手配！恋人が消えた…」
- ケータイ刑事 銭形愛（2002年・BS-i）
- 女と愛とミステリー修善寺温泉殺人事件（2002年8月、テレビ東京） - 染谷次郎
- ナイトホスピタル〜病気は眠らない〜 第10話「とんでもない結末」（2002年、読売テレビ）
- 月曜ミステリー劇場（TBS）
  - 「検視官江夏冬子6・京都女人伝説殺人事件」（2001年） - 松田崇史
  - 「早乙女千春の添乗報告書」 第13作「神戸・淡路湯けむりツアー殺人事件」（2003年1月6日） - 岸川聡
  - 「万引きGメン・二階堂雪10・ねたみ」（2003年） - 高取哲也
- 土曜ワイド劇場（テレビ朝日）
  - 「法医学教室の事件ファイル17・笑う自殺者の謎」（2003年）
  - 「検事・朝日奈耀子1・聴診器を持つ女検事」（2003年） - 塚本順也
  - 「炎の警備隊長・五十嵐杜夫」（2003年） - 金村哲人
  - 「美人三姉妹の推理旅行2」（2007年） - 沢村慎吾
  - 「天才刑事・野呂盆六(3)復讐の天使」（2009年1月） - 神蒸竜次
- 京都鴨川東署迷宮課 おみやさん2 第9話「京都石段殺人の謎!!同じ男を愛した姉妹」（2003年・テレビ朝日）
- ハチロー〜母の詩、父の詩〜（2005年・NHK総合）
- 名奉行!大岡越前 第7話「昔の女・閻魔堂一件」（2005年・テレビ朝日）- 清助
- 天国へのカレンダー（2005年・関西テレビ）
- 水曜ミステリー9（テレビ東京）
  - 「信濃のコロンボ10・杜の都殺人事件」（2006年） - 野木雅和
  - 「湯けむりドクター華岡万里子の温泉事件簿2・やまんばの唄」（2006年）
- DRAMA COMPLEX（日本テレビ）
  - 「伝説の秋田犬 ハチ」（2006年）
- ヘレンときよしの物語（2006年・日本テレビ） - 西川きよし
- 警視庁捜査ファイル さくら署の女たち 第7話「疑惑のカリスマ主婦殺人レシピ」（2007年・テレビ朝日）
- ロング・ウェディングロード!〜東京VS大阪ワケアリ婚物語（2007年、TBS） - 西宮貴
- 鞍馬天狗 第3話（2008年1月31日、NHK総合） - 藤倉兵馬
- 幻十郎必殺剣 第7話（2008年3月7日、テレビ東京）
- 相棒 season 6 第18話（2008年3月12日、テレビ朝日） - 三田村真司
- 7人の女弁護士 第6話（2008年5月15日） - 井上等
- 土曜ドラマ 再生の町 （2009年9月、NHK総合） - 保坂市会議員
- 月曜ゴールデン（TBS）
  - 「税務調査官・窓際太郎の事件簿17」（2008年9月8日） - 島崎英二
  - 「森村誠一サスペンス7・時」（2008年） - 小木誠一
- 水曜シアター9（テレビ東京）
  - 「鉄道警察官・清村公三郎6 SLニセコ号 殺意の汽笛」（2010年3月10日）
- ドラマ・やさしい花（2011年10月10日、NHK総合）
- 木曜時代劇 銀二貫 第2話（2014年4月17日、NHK総合） - 浮舟宗八

### テレビバラエティ
現在
- よしもと新喜劇（毎日放送）
- ゴエと忠志のDEEP関西（2016年4月 - 、eo光テレビ）
- 土曜はダメよ!（読売テレビ）「大阪市内で旅シナイ！?」「サクッとOKAMI」専属レポーター（不定期）

過去
- モモコのOH!ソレ!み〜よ!（関西テレビ）月亭八光とのWぼんぼんズ
- あほやねん!すきやねん!（2010年3月30日 - 2012年3月、NHK大阪）火曜レギュラー
- プリプリ（2012年10月 - 2013年3月、毎日放送）木曜レギュラー
- パテナの神様!（2012年11月 - 2013年9月、毎日放送）主に「パテナの天使」（VTRリポーター）として出演
- 大阪発しゃべるランチタイム なにしよ!?（2013年7月 - 2014年3月、テレビ大阪）
- ちちんぷいぷい（毎日放送）水曜レギュラー（2015年4月から隔週）※2014年4月から2015年3月まで金曜「密着まるまる一日」酒井藍との隔週出演 以前は不定期
- ミルンへカモン! なんしょん?（岡山放送、2015年4月 - 2020年6月）火曜レギュラー（土肥ポン太との隔週出演

### 映画
- 遊びの時間は終わらない（1991年）
- 風、スローダウン（1991年、島田紳助監督）
- サザンウィンズ（1993年、鴻上尚史監督）
- 難波金融伝 ミナミの帝王 スペシャル劇場版（1995年）
- 誘拐（1997年）
- 樹の上の草魚（1997年、石川淳志監督）

### ラジオドラマ
- 岩井俊二プロデュース　円都通信 「ひまわり」（TOKYO-FM） - 松倉裕志役

### 舞台
- 東京原子核クラブ（1999年） - 友田晋一郎役
- 忠臣蔵〜大石内蔵助〜（2010年9月、御園座）
- 吉本百年物語 日本全国、テレビで遊ぼ（2012年12月） - 西川きよし役
- 日本喜劇人協会VS道頓堀人情歌劇 第一部：道頓堀人情歌劇「蝶子と吉治郎の家」（2016年3月、三越劇場） - 吉治郎 役[4]
- 笑う門には福来たる 〜女興行師 吉本せい〜（2016年11月、大阪松竹座）[5]